# NGC 5843
NGC 5843 је спирална галаксија у сазвежђу Вук која се налази на NGC листи објеката дубоког неба.
Деклинација објекта је - 36° 19' 42" а ректасцензија 15h 7m 27,8s. Привидна величина (магнитуда) објекта NGC 5843 износи 12,3 а фотографска магнитуда 13,1. Налази се на удаљености од 52,193 милиона парсека од Сунца. NGC 5843 је још познат и под ознакама ESO 387-4, MCG -6-33-13, IRAS 15043-3608, PGC 53996.